# Conus coelinae
Espèce
Statut de conservation UICN

 LC  : Préoccupation mineure
Conus coelinae est une espèce de mollusques gastéropodes marins de la famille des Conidae.
Comme toutes les espèces du genre Conus, ces escargots sont prédateurs et venimeux. Ils sont capables de « piquer » les humains et doivent donc être manipulés avec précaution, voire pas du tout.

## Description
La taille de la coquille varie entre 55 mm et 128 mm.

## Distribution
Cette espèce est présente dans l'océan Indien au large du bassin des Mascareignes. dans l'océan Pacifique au large de Hawaï et des Philippines ; au large des Îles Loyauté, de la Nouvelle-Calédonie, des Îles Salomon, des Îles Marshall et de l'Australie., de la Nouvelle-Calédonie, des Îles Salomon, des Îles Marshall, de la Nouvelle-Zélande et de l'Australie (Queensland).

### Niveau de risque d’extinction de l’espèce
Selon l'analyse de l'UICN réalisée en 2011 pour la définition du niveau de risque d'extinction, Cette espèce est présente depuis les îles Marshall au nord et les îles Salomon et le Queensland jusqu'à la Nouvelle-Calédonie. Conus coelinae spiceri se trouve sur les îles hawaïennes. Conus coelinae a également été trouvé aux Philippines et à Okinawa (Japon) et au large des côtes de Bornéo. Cette espèce est présente dans une large gamme et sa coquille est abondante, ce qui indique une abondance raisonnable dans la nature. Elle n'est donc pas considérée comme étant en péril et elle est également présente dans les zones marines protégées. Elle est classée dans la catégorie préoccupation mineure.

## Taxonomie

### Publication originale
L'espèce Conus coelinae a été décrite pour la première fois en 1858 par le conchyliologiste français Hippolyte Crosse (1826-1898) dans la publication intitulée « Revue et Magasin de Zoologie »,.

### Synonymes
- Conus (Virgiconus) coelinae Crosse, 1858 · appellation alternative
- Conus pseudocoelinae Delsaerdt, 1989 · non accepté
- Virgiconus coelinae (Crosse, 1858) · non accepté

### Sous-espèces
- Conus coelinae spiceri Bartsch & Rehder, 1943, accepté en tant que Conus spiceri Bartsch & Rehder, 1943

## Identifiants taxonomiques
Chaque taxon catalogué par les bases de données biologiques et taxonomiques possède un identifiant qui permet d'établir un point de référence. Les identifiants de Conus coelinae dans les principales bases sont les suivants :
AFD : Conus_(Virgiconus)_coelinae - BOLD : 344169 - CoL : XX6X - GBIF : 5728396 - iNaturalist : 387853 - IRMNG : 11120119 - NCBI : 590758 - TAXREF : 91986 - UICN : 192328 - WoRMS : 215437